# Крістіан Мійо
Крістіа́н Мійо́ (Крістіан Дюбуа-Мійо, фр. Christian Millau; 30 грудня 1928, Париж — 5 липня 2017) — французький ресторанний критик, журналіст, репортер, письменник, один із засновників впливового французького гіда «Го-Мійо», який оцінює рейтинги ресторанів, вин, бутіків.

## Життєпис
Крістіан Мійо народився 30 грудня 1928 року, але за бажанням батьків його офіційна дата народження була записана 1 січня 1929. Закінчив Ліцей Жансон-де-Саї (16-й округ Парижа).
З 1949 Мійо працює на газету «Ле-Монд» у розділі політики. Згодом переходить на роботу до вечірньої газети «Paris-Presse», де познайомився з репортером Анрі Го. Колеги присвятили себе кулінарній темі, низка їхніх статей під рубрикою «Прогулянки у вихідні» здобувала дедалі більшу популярність. У 1962 вони опублікували гід під назвою «Le Guide Juillard», а в 1965 разом з Андре Гайо (Gayot) заснували гід Го-Мійо, який згодом став одним із найвпливовіших французьких гідів, що оцінює рейтинги ресторанів, вин, бутіків.
У 1976 році Крістіан Мійо мав стати одним із суддів на історичній дегустації вин  «Суд Парижа», але згодом був замінений на свого брата Клода Дюбуа-Мійо.
З 1995 року присвятив себе написанню книг. Автор численних статей і книг, в том числі, з оглядом кухонь різних країн світу. За книгу «Гусарський галоп: літературний вихор 50-х» (фр. Au galop des hussards: Dans le tourbillon littéraire des années 50, 1999) був нагороджений Гран Прі Французької академії у розділі біографій і премією Жозефа Кесселя.

## Основні твори
- (у співавторстві з Marianne Rufenacht) La Belle Époque à table, Gault-Millaut, 1981
- Dining in France Stewart, Tabori & Chang 1986 ISBN 0-283-99395-2
- La France à la carte Gault-Millau 1986 ISBN 2-85108-441-0
- The Best of San Francisco & Northern California Hungry Minds Inc. 1988 ISBN 0-13-076084-6
- The Best of Los Angeles Gault-Millau 1988 ISBN 0-13-076068-4
- The Best of London Gault-Millau 1990 ISBN 0-13-073180-3
- Les fous du palais: Drôle de voyage au pays des gourmands R. Laffont 1994 ISBN 2-221-07985-X
- The Best of Paris Gault-Millau 1994 ISBN 1-881066-03-7
- Au galop des hussards: Dans le tourbillon littéraire des années 50 Fallois 1999 ISBN 2-87706-346-1
- Paris m'a dit: Années 50, fin d'une époque Fallois 2000 ISBN 2-87706-388-7
- Bon baisers du goulag. Secrets de famille. PLON 2004 ISBN 2-259-19976-3
- Commissaire Corcoran Editions Feryane 2004 ISBN 2-84011-701-0
- Dieu est-il Gascon ? Le Rocher 2006 ISBN 2-268-05775-5
- Guide des restaurants fantômes. Ou les ridicules de la société française. Plon 2007 ISBN 978-2-259-20699-0
- Le passant de Vienne. Un certain Adolf Éditions du Rocher, 2010
- Journal impoli, 2011–1928 Editions du Rocher 2011 ISBN 2-268-07052-2
- Dictionnaire d'un peu tout et n'importe quoi, Editions du Rocher, 2013, ISBN 9782268075075